# Leon Jordan
Pour les articles homonymes, voir Jordan.
Leon Mercer Jordan (6 mai 1905, Kansas City, Missouri - 15 juillet 1970, Kansas City, Missouri) était un officier de police, homme politique et leader des droits civiques américain qui fut assassiné. Il fut l'un des Afro-Américains les plus influents de l'histoire de Kansas City et, au moment de sa mort, l'homme politique noir le plus puissant de l'État.  

## Biographie

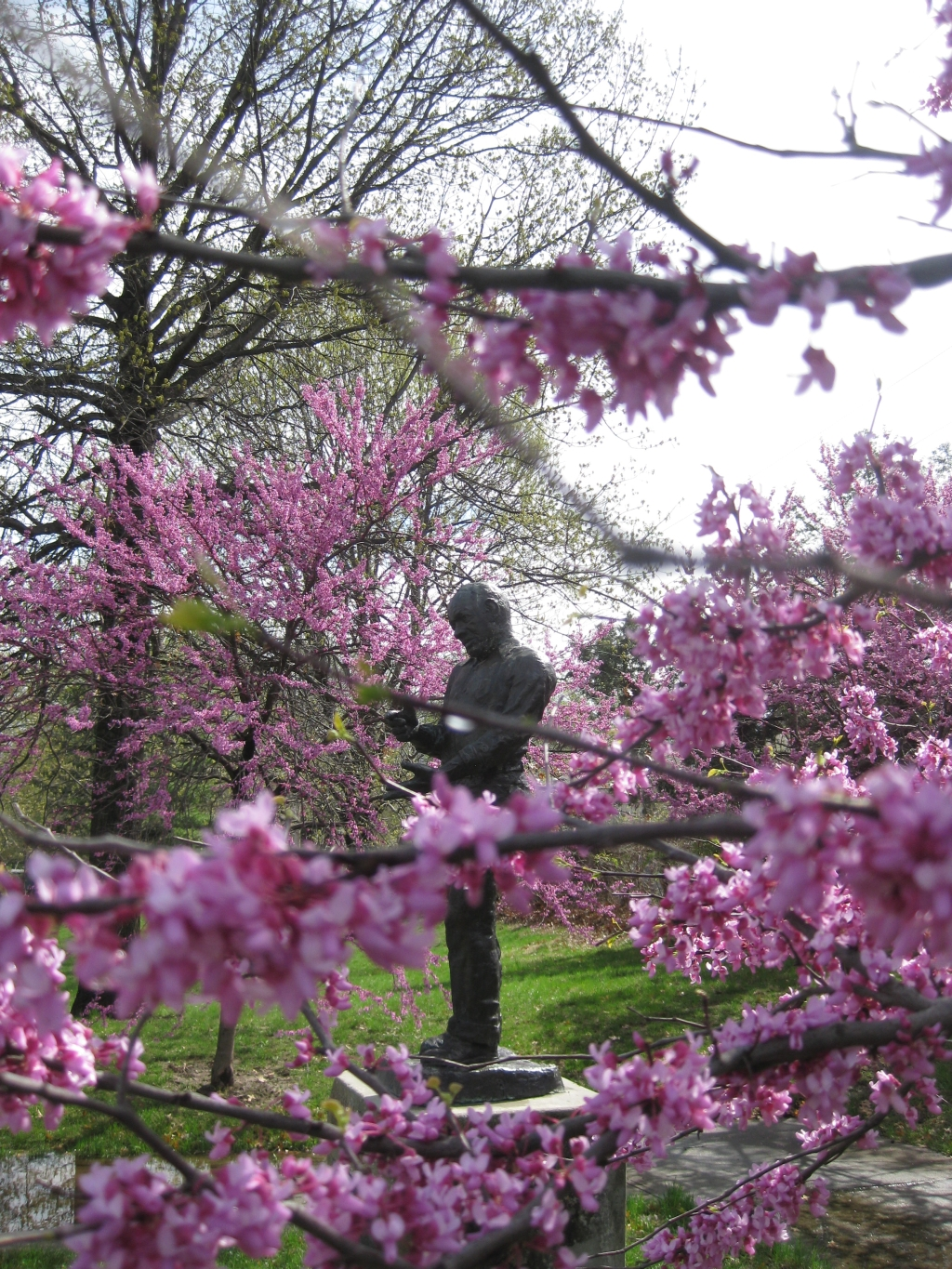
Statue de Leon M. Jordan au Memorial Park à Kansas City, Missouri. Le parc et la statue ont été inaugurés le 17 mai 1975.

### Jeunesse et formation
Leon Jordan est le fils de Lena Rivers Jordan, et de Leon Hart Jordan qui meurt le 3 août 1918, il est élevé par sa grand mère Kate Jordan. 
Jordan après ses études secondaires à la Lincoln College Preparatory Academy (en)  de Kansas City, servit dans l'armée américaine  et il est accepté à l'Université Washburn de Topeka en 1928, puis il poursuit ses études universitaires à l'Université Wilberforce de Wilberforce, dans l'Ohio d'où il sort diplômé en 1932, puis plus tard il poursuivra des études droit à l'université Howard. Il épousa sa camarade de Wilberforce, Orchid Irene Ramsey, le 10 août 1932. Après ses études, il travailla comme enseignant, notamment au Western Baptist Bible College (Missouri) (en) du Kansas City et travailleur social avant d'entrer dans la police,. 

### Carrière
Jordan rejoint le département de police de Kansas City en 1938, devint détective puis, en 1952, fut le premier lieutenant de police afro-américain de l'histoire de ce département. Il prit un congé sabbatique en 1947 et passa huit ans à former les forces de police du Libéria,. Étant pilote, il vola dans son propre avion à travers le pays. En 1948, il aida à coordonner le sauvetage du Haut Commissaire français de l'Afrique de l'Ouest et de 16 autres officiels français après que leur avion eut effectué un atterrissage forcé. Il reçut la médaille de Chevalier de l'Ordre de l'étoile Africaine par le président libérien William Tubman en 1948.  
En 1951, Jordan devient membre à vie de l'Association nationale pour l'avancement des personnes de couleur (NAACP). Il retourne à Kansas City en février 1952 et est promu lieutenant de police. Découvrant qu'il a peu de pouvoir, il démissionne et retourne au Libéria pour trois ans. Il revient à Kansas City pour de bon au milieu des années 1950 et acheté la Green Duck Tavern.  

#### Droits civils et politique
En 1958, Jordan devient membre du comité du Parti démocrate pour le 14e quartier de Kansas City. En 1962, Jordan cofonde Freedom, Inc. avec Bruce R. Watkins (en),.  L'organisation préconise une prise de conscience politique parmi les Afro-Américains de Kansas City. Elle organise une campagne massive d'inscription des électeurs et forme des candidats politiques afro-américains. En 1963, Jordan et Watkins facilitent l'adoption d'une ordonnance sur les hébergements, permettant la deségregation des infrastructures publiques de la ville. 
En 1964, Freedom, Inc. présenta huit candidats aux élections, sept d'entre eux gagneront. Parmi eux, Jordan, qui a été élu pour le premier de ses trois mandats à la Chambre des représentants du Missouri . Il faisait campagne pour un quatrième mandat au moment de son assassinat. Peu de temps avant sa mort, il s'est décrit comme un "radical", ajoutant "je ne suis pas conformiste mais il y a des limites à la raison".

### Assassinat
Vers 1h00   Le 15 juillet 1970, il est tué de trois coups de fusil devant sa Taverne Green Duck Tavern. Des témoins oculaires rapportent que les trois tueurs étaient afro-américains. Le fusil de chasse était volé et fut immédiatement abandonné. Quand il fut récupéré, il fut lié à un cambriolage cinq ans plus tôt à Independence, Missouri. 
Trois hommes furent arrêtés pour le meurtre, dont au moins un affilié à un groupe criminel appelé la «mafia noire». Un homme fut acquitté et les accusations furent abandonnées contre les deux autres suspects. 

#### L'arme du crime
Jordan fut tué à l'aide d'un fusil Remington Wingmaster de calibre 12 qui était l'un des nombreux fusils volés dans une quincaillerie à Independence, Missouri en 1965. Un rapport de janvier 1966 sur le cambriolage par le Département de la police d'Indépendance informe que les armes avaient été vendues par la suite à travers une "clôture du quartier nord (North End) italien". Ce rapport n'a pas été découvert lors de l'enquête initiale sur le meurtre de Jordan, mais a été découvert par des journalistes d'investigation travaillant pour le Kansas City Star en 2010. Lorsque les journalistes ont interrogé le département de police de Kansas City sur l'arme en 1973, on leur a dit qu'elle avait été perdue . L'arme a peut-être été revendue lors d'une vente aux enchères de surplus de la police. Quelque temps plus tard, la police acheta le fusil d'occasion dans un magasin d'armes à feu et ne vérifia pas son numéro de série. L'arme fut ensuite renovée et remise en service dans la police. 
Le 5 novembre 1997, un policier utilise ce fusil de chasse et blesse un suspect armé à North Kansas City, Missouri. L'arme est alors analysée par le laboratoire de criminologie, qui ne réussit pas à l'identifier comme l'arme du meurtre de Jordan. Elle est donc remise en service l'année suivante. Ce n'est que lorsque le Kansas City Star posa des questions sur le fusil de chasse manquant en 2010 qu'un technicien du laboratoire du criminalogie effectua une vérification informatique qui localisa l'arme. Elle fut récupérée du coffre d'une voiture de police, puis retournée dans la salle de preuve.  

### Enquête de 2010
En 2010, des journalistes du Kansas City Star enquêtent sur l'assassinat de Jordan à l'occasion du 40e anniversaire de sa mort. L'arme du crime fut découverte avec vieilles empreintes digitales. La police de Kansas City rouvra l'enquête officielle sur le plus ancien cas classé sans suite du département. Le leader des droits civiques, Alvin Sykes insista pour que la police mène une enquête complète. En essayant de déterminer qui était responsable de l'assassinat, le journal rapporte que Jordan et son mouvement politique Freedom, Inc. s'étaient opposés au rôle de la faction "North End" dans la politique de Kansas City, un groupe sous l'influence de La Cosa Nostra, car il contrôlait le vote noir. En 1965, Jordan frappa Frank Mazzuca, un autre  politicien local qui aurait soutenu les intérêts de la mafia à Jefferson City, Missouri. Des menaces de mort contre Jordan furent alors signalées par la suite.  
Le journal rapporte que des informateurs de la police associés à la Black Mafia avaient décrit le meurtre comme une faveur pour les intérêts de la mafia du North End, et qu'il avait été organisé par "Shotgun Joe" Centimano, un propriétaire d'un magasin d'alcools local. Les informateurs ont déclaré que Centimano avait fourni l'arme du crime et recruté les tueurs. Le journal rapporte qu'un informateur déclara que l'assassinat était à la fois un contrat et un meurtre par vengeance tandis qu'un autre informateur déclara qu'il s'agissait de politique. Les médias indiquèrent qu'un rapport de police de 900 pages, achevé en 2011, avait conclu que le patron de la mafia Nick Civella avait donné sa "bénédiction" pour l'assassinat de Jordan. Personne ne fut inculpé car tous les principaux protagonistes étaient déjà décédés. 

## Archives
Les archives de Leon Jordan sont déposées et consultables à la Bibliothèque de l'Université du Missouri à Kansas City,.

## Orchid Jordan
Orchid Jordan devint candidate pour le siège législatif de son mari a sa mort. Elle remporta l'élection et servit pendant 16 ans à la Chambre des représentants du Missouri. 

## Héritage

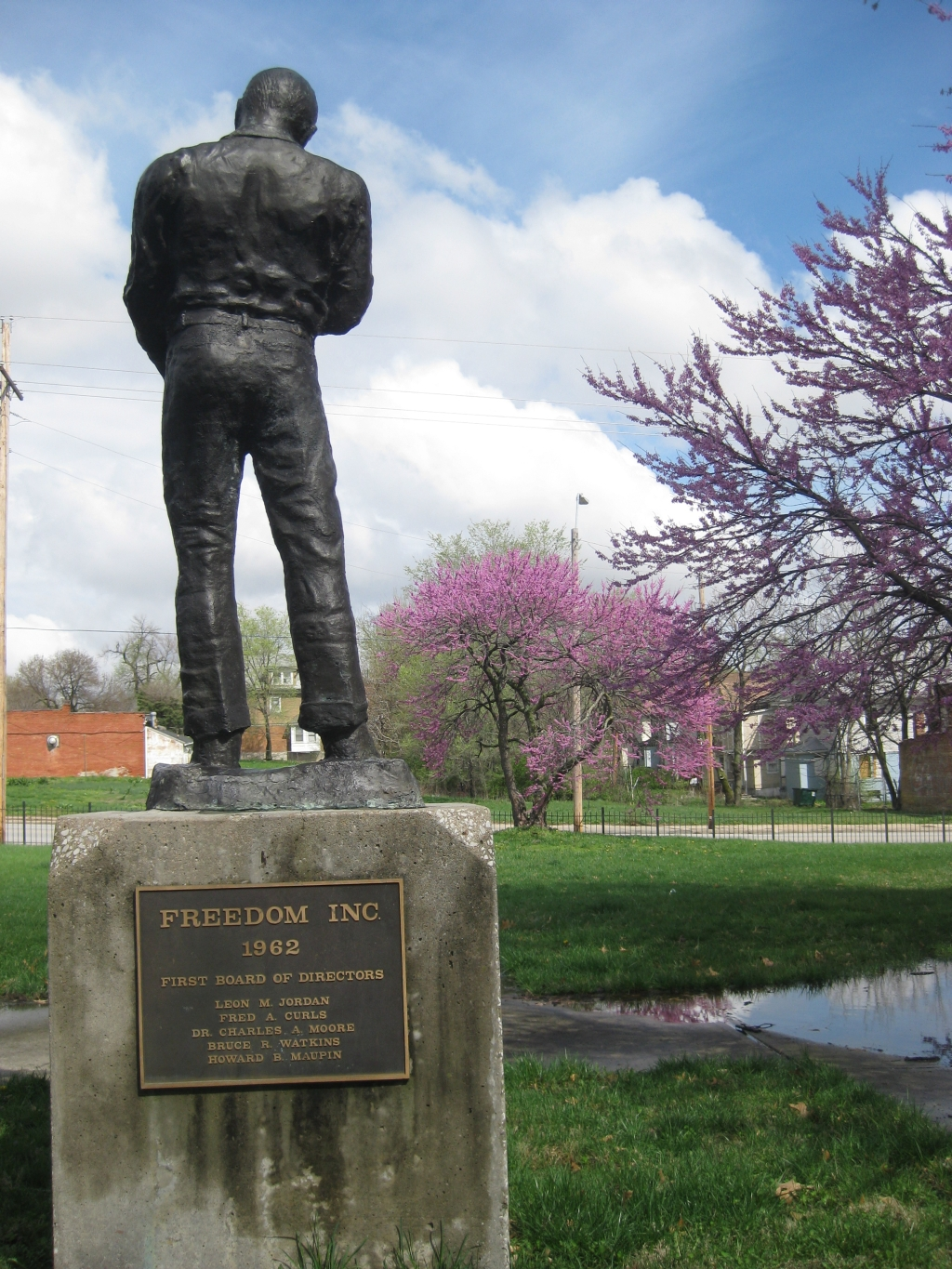
Une statue et un parc commémorant Leon Jordan ont été inaugurés le 17 mai 1975. Plus récemment, une plaque commémorant Freedom, Inc. a été placée à l'arrière de la base de la statue.

Le Leon M. Jordan Memorial Park, situé au 31st Street et Benton Boulevard à Kansas City, présente une statue de Jordan. 
Ses documents, y compris une documentation détaillée de ses services au Libéria, sont rassemblés dans la bibliothèque de l'Université du Missouri-Kansas City. 
Il est également le sujet d'un documentaire intitulé "A Legacy of Leadership", réalisé par Emiel Cleaver . Le projet fut financé par une subvention Rocket de la Charlotte Street Foundation en 2019 et devrait être publié en juillet 2020, en même temps que le 50e anniversaire de la mort de Jordan.

## Décoration
Chevalier de l'Ordre de l'Étoile africaine